# Rio Ibidui da Armada
O rio Ibicuí da Armada (também denominado Ibidui da Armada) é um rio brasileiro do estado do  Rio Grande do Sul. Deságua no rio Santa Maria, no município de Rosário do Sul.